# Шатворян Вілен Григорович
Вілен Григорович Шатворян (* 14 березня 1981, Єреван, Вірменська РСР) — Народний депутат України VII скликання (2012); член депутатської фракції Партії регіонів у ВРУ, член Комітету ВРУ з питань боротьби з організованою злочинністю і корупцією.

## Освіта
- 2001 — Міжрегіональна академія управління персоналом, спеціальність — правознавство.

- 2009 — Одеський університет внутрішніх справ, спеціальність — правознавство, юрист.
- 2019 — Національний авіаційний університет, спеціальність — «Організація авіаційних робіт і послуг». Науковий ступінь — магістр.

## Трудова діяльність
2006—2011 — заступник начальника Державної екологічної інспекції.

## Політика
- 2006—2010 — депутат V скликання Будьоннівської районної ради Донецька (від Партії регіонів). Голова депутатської комісії з питань охорони здоров'я, соціального забезпечення та екології.

- 2010—201(?) — депутат Одеської обласної ради VI скликання (від Партії регіонів), член комісії з транспорту.
- 2012 — обрано народним депутатом України, ВРУ VII скликання (№ 67 у виборчому списку Партії регіонів).

Був одним зі 148 народних депутатів, що в червні 2013 року підписали Звернення депутатів від Партії регіонів і КПУ до польського Сейму з проханням «визнати Волинську трагедію геноцидом щодо польського населення і засудити злочинні діяння українських націоналістів».
- 2014 — на позачергових виборах до ВРУ брав участь від Опозиційного блоку, № 32 у списку.
- 2019 — кандидат на позачергових виборах до ВРУ від Опозиційного блоку, № 30 у списку.

## Громадська діяльність
- Президент Всеукраїнської громадської організації «Асоціація Кіокушин Карате України».
- З листопада 2011 очолює Громадську організацію «Спілка вірмен України».